# Тензор Коттона
У диференціальній геометрії тензор Коттона на (псевдо)-рімановому многовиді розмірності n задається як тензор 3-го рангу, який визначається за допомогою метрики.
Названий на честь Еміля Коттона.

## Означення
Тензор Коттона можна записати в координатах наступним чином
{\displaystyle C_{ijk}=\nabla _{k}R_{ij}-\nabla _{j}R_{ik}+{\tfrac {1}{2(n-1)}}\cdot \left(\nabla _{j}Rg_{ik}-\nabla _{k}Rg_{ij}\right),}
де {\displaystyle R_{ij}} — тензор Річчі та {\displaystyle R} — скалярна кривина
Про Тензор Коттона можна думати як про векторно-значну 2-форму.

## Властивості
Рівність нуля тензора Коттона для розмірності {\displaystyle n=3} є необхідною і достатньою умовою того, що многовид є конформно евклідовим.
У розмірностях {\displaystyle n\geq 4} аналогічну властивість має тензор Вейля.